# Canthylidia melibaphes
Canthylidia melibaphes är en fjärilsart som beskrevs av George Francis Hampson 1903. Canthylidia melibaphes ingår i släktet Canthylidia och familjen nattflyn. Inga underarter finns listade i Catalogue of Life.